# Кубота, Тору
Тору Кубота (яп. 久保田 徹 Kubota Tōru, род. 23 февраля 1996, Иокогама, Япония) — японский режиссёр-документалист. 
В июле 2022 года во время съёмок в Янгоне он был арестован Государственным административным советом. После 111 дней заключения Кубота был освобождён.
Основное внимание Куботы в его материалах уделяется вопросам иммигрантов и беженцев. Он работал с такими медиа-компаниями, как BBC, NHK World и Al Jazeera.

## Биография
Тору Кубота родился в Иокогаме, префектура Канагава, в 1996 году.
Свою творческую деятельность начал в 2014 году во время учёбы на факультете политологии Университета Кэйо. С 2019 года изучал документальное кино в аспирантуре в Лондоне, но бросил учёбу уже в следующем году. В марте 2020 года из-за пандемии коронавируса Кубота вернулся в Японию. В 2020 году Кубота снял документальный телефильм Tokyo Little Nero (яп. 東京リトルネロ Tōkyō Ritorunero) для NHK BS1, а в 2022 году — документальный фильм «Я хочу знать правду».

### Арест в Мьянме
30 июля 2022 года во время съёмок протеста против военного переворота в Мьянме в Янгоне Кубота был арестован местными органами безопасности. Его обвинили в подстрекательстве к мятежу и нарушении иммиграционного законодательства. Правительство Японии потребовало досрочного освобождения Куботы, но 5 октября 2022 года мьянманский военный суд приговорил его к семи (по другим данным, к десяти) годам тюремного заключения. 17 ноября Кубота был освобождён по военной амнистии. На следующий же день он вернулся в Японию.

### Docu Athan
В феврале 2023 года Кубота и журналист Юки Китадзуми, который также подвергся задержанию военными Мьянмы, запустили проект Docu Athan для поддержки журналистов в Мьянме.

## Награды и номинации
- 2016: Light up Rohingya, United for Peace Film Festival (UFPFF)[17]
- 2020: Tokyo Little Nero, «Galaxy Honors» за рекомендованные программы[18]